# Miletus vaneeckei
Miletus vaneeckei är en fjärilsart som beskrevs av Lambertus Johannes Toxopeus 1930. Miletus vaneeckei ingår i släktet Miletus och familjen juvelvingar. Inga underarter finns listade i Catalogue of Life.